# Opel-Mausoleum

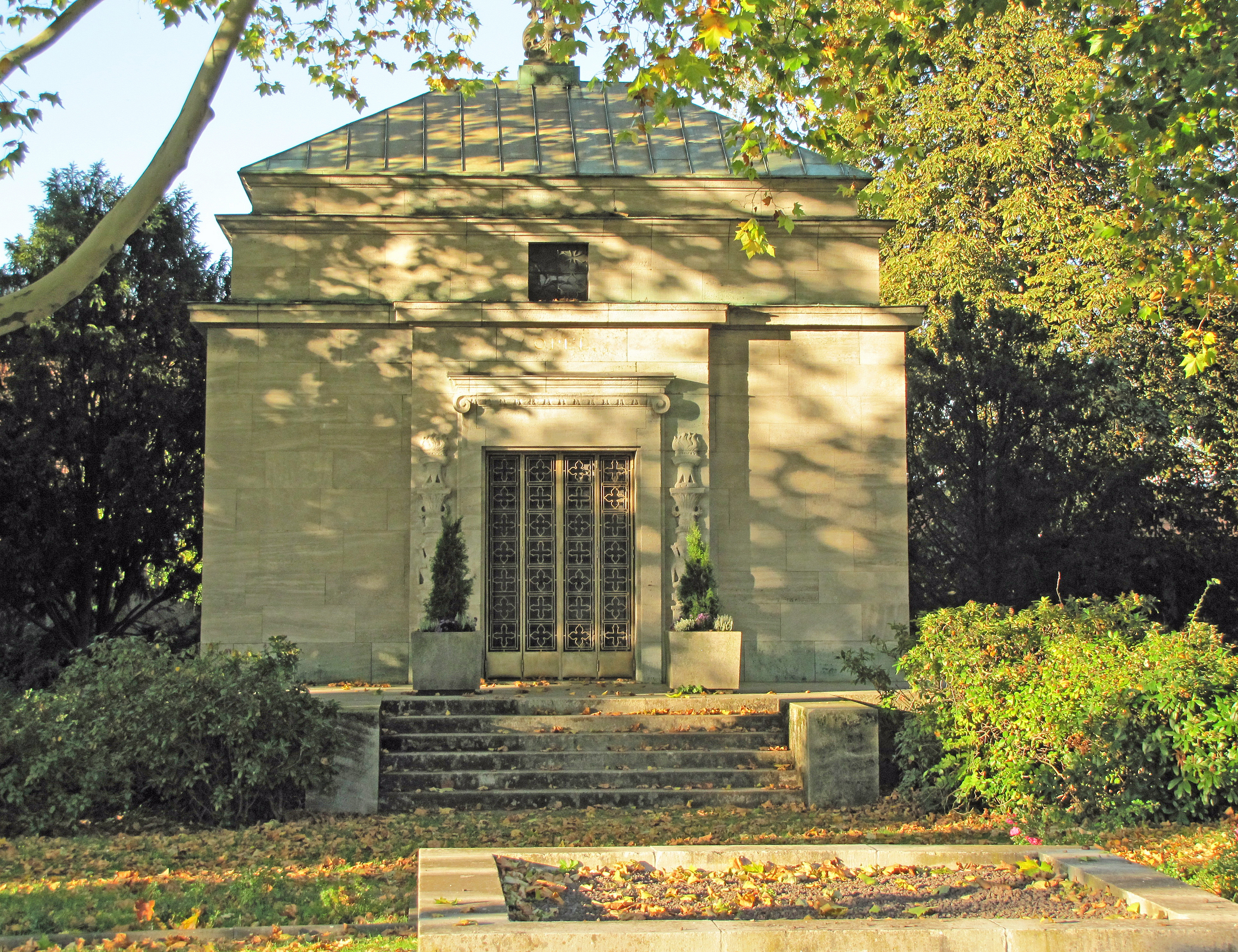
Opel-Mausoleum

Das Opel-Mausoleum auf dem Alten Seilfurter Friedhof in Rüsselsheim am Main dient als Grablege der deutschen Unternehmerfamilie Opel. Das mit einem schmiedeeisernen Tor abgeschlossene Gebäude ist, außer bei Sonderführungen, nicht öffentlich zugänglich.

## Beschreibung
Das in einem klassizistisch anmutenden Stil errichtete Opel-Mausoleum wurde 1924 auf dem Alten Seilfurter Friedhof an der Mainzer Straße erbaut, der im Westen und im Süden vom Opel-Werk sowie im Norden vom Main umgeben ist.
Der Innenraum des Mausoleums wurde vom Frankfurter Künstler Otto Linnemann entworfen. An den mit roten Marmorplatten verkleideten Wänden erinnern vergoldete Inschriften an die rund 30 Personen, die derzeit im darunterliegenden Gruftgeschoss bestattet sind. An der Stirnseite des Raumes steht eine Bronze-Büste des Firmengründers Adam Opel auf einem Sockel, begleitet von zwei marmornen Frauenplastiken.
Von der Mitte des Innenraums führt eine mit schweren Steinplatten – die nur bei Beisetzungen angehoben werden – bedeckte Öffnung ins Gruftgeschoss des Mausoleums. Neben Adam und Sophie Opel (nach Fertigstellung des Mausoleums hierher überführt) wurden ihre fünf Söhne und deren Ehefrauen, sowie ihre neun Enkel und zwei Urenkel dort beigesetzt. Durch eine Wand wird der unterirdische Grabraum mit den Särgen von jenem mit den Urnen getrennt. 2001 wurde mit der Beisetzung Elinor von Opels die letzte freie Sargkammer belegt. Die bisher letzte Urne wurde 2014 ins Opel-Mausoleum gebracht.

## Bestattungen (Auswahl)
Unter den rund 30 Personen, die im Opel-Mausoleum bestattet sind, befinden sich:
- Adam Opel (1837–1895)
- Sophie Opel (1840–1913)
- Carl von Opel (1869–1927)
- Heinrich von Opel (1873–1928)
- Friedrich Opel (1875–1938)
- Wilhelm von Opel (1871–1948)
- Hans von Opel (1899–1948)
- Fritz von Opel (1899–1971)
- Georg von Opel (1912–1971)
- Irmgard von Opel (1907–1986)
- Elinor von Opel (1908–2001)